# Omega
Omega (grčki srednji rod: Ωμέγα; veliko slovo Ω; malo slovo ω) 24. je i posljednje slovo grčkog alfabeta i ima brojčanu vrijednost od 800. U starogrčkom se izgovaralo /ɔː/, a u novogrčkom se izgovara /o/. Naziv je došao od o+mega (ὦ μέγα) za veliki (dugi) glas o u vrijeme kada se izgubila razlika između kratkih i dugih inačica samoglasnika.
Znak koji se dobiva kad se okrene omega za 180 stupnjeva zove se mho.[nedostaje izvor]
Grčko omega rabilo se u ranijoj verziji ćirilice (Ѡ, ѡ).[nedostaje izvor]

## Šifra znaka
Slovo omega ovako se prikazuje u različitim sustavima:
|                   | Veliko slovo Ω             | Malo slovo ω             |
| ----------------- | -------------------------- | ------------------------ |
| Unicode Codepoint | U+03A9                     | U+03C9                   |
| Unicode-Ime       | GREEK CAPITAL LETTER OMEGA | GREEK SMALL LETTER OMEGA |
| HTML              | &#937;                     | &#969;                   |
| HTML-Identitet    | &Omega;                    | &omega;                  |